# Новолакское
Новола́кское (устар. Банай-аух, Банай-Аух, чечен. Бони-Эвла) — село в Дагестане. Административный центр Новолакского района Дагестана.
Образует сельское поселение село Новолакское как единственный населённый пункт в его составе.

## География
Село расположено в 16 километрах к югу-западу от Хасавюрта, на левом берегу реки Ярык-су, напротив села Чапаево. Рядом с Новолакским находится гора Айманте высотой 819 м. До 1930 рядом с Новолакским располагалось несколько расселённых чеченских хуторов: Дудар отар, Шалм инчу, Хежхан отар, Чорар отар и Сатбе атге.

## История
Основано в 1850 году. В 1883 году Банайаул имел 270 дворов, в которых проживало 1129 человек (чеченцев по национальности), а также 3 мечети.
22 ноября 1928 года 4 сессией ЦИК ДАССР 6 созыва принимается новый проект районирования республики. На его основе было принято постановление о разукрупнении округов и районов и образовании 26 кантонов и 2 подкантонов. Хасавюртовский кантон был образован на части территории бывшего Хасавюртовского округа, переданного в состав ДАССР из Терской области в 1921 году. По новому районированию кантон состоял из 18 сельских советов, в том числе Банайаульский — Банайаул, Банайюрт, Безен 1-й, Безен 2-й, Виси-Ирза, Генчик-Эрзе.
После депортации чеченцев в 1944 году, на их место поселены лакцы из села Турчи, Варай, Буртни, Курхи, Ури, Кегарчи, Халаки, Хулисма и Бурши Лакского района.
В настоящее время существует проект переселения лакцев из Новолакского района к северу Махачкалы и восстановления Ауховского района.
5 сентября 1999 года село было захвачено боевиками отрядов Басаева и Хаттаба. 14 сентября 1999 года после тяжёлых и кровопролитных боёв, в ходе которых село почти полностью было разрушено, федеральным силам удалось выбить членов незаконных вооружённых формирований из села.

## Религия
Главная мечеть в селе была построена в XIX веке. Мечеть реконструировали в 1890, а после установления Советской власти, она как и многие религиозные объекты была закрыта. После выселения чеченцев в 1944 году, мечеть была переоборудована под здание сельского клуба. В 1980-х годах местным чеченцам удалось восстановить и открыть мечеть. 
В 2025 году после масштабной реконструкции мечеть снова была открыта. Все расходы по реконструкции покрыл региональный общественный фонд имени Героя России Ахмата-Хаджи Кадырова. 

## Население
| 1889  | 1926  | 1939  | 1959  | 1970  | 1979  | 1989  |
| ----- | ----- | ----- | ----- | ----- | ----- | ----- |
| 1428  | ↘1418 | ↗1736 | ↘1585 | ↗1971 | ↗2411 | ↗2785 |
| 2002  | 2010  | 2012  | 2013  | 2014  | 2015  | 2016  |
| ↗4169 | ↗5951 | ↗6135 | ↗6273 | ↗6461 | ↗6582 | ↗6691 |
| 2017  | 2018  | 2019  | 2020  | 2021  | 2023  | 2024  |
| ↗6862 | ↗6979 | ↗7159 | ↗7232 | ↘6788 | ↗6879 | ↗6977 |
| 2025  |       |       |       |       |       |       |
| ↗7057 |       |       |       |       |       |       |

Национальный состав по переписи 2002 г.: чеченцы — 33 %, лакцы — 64 %
По данным Всероссийской переписи населения 2010 года:
| № | Национальность | Численность, чел. | Доля |
| - | -------------- | ----------------- | ---- |
| 1 | лакцы          | 4030              | 68 % |
| 2 | чеченцы        | 1716              | 29 % |
| 3 | другие         | 205               | 3 %  |

## Образование
- Новолакская муниципальная средняя общеобразовательная школа № 1[37].
- Новолакская муниципальная средняя общеобразовательная школа № 2[38].

## Известные уроженцы
- Мутей Исаев — Герой России, сержант милиции[39].
- Алибутаев, Омар Насрудинович (род. 1989) — российский шоумен, юморист.

## Топонимия

### Топонимия села[40]
- Солтанби мохк — урочище
- Iадкерим мохк — урочище
- Къахьирар мохк — урочище
- Висмирзхьажи мохк — урочище
- Мадлхьажи мохк — урочище
- Мустапи кха — урочище
- Iумарпапш мохк — урочище
- Моски барз — урочище
- Наурби мохк — урочище
- Цӏонтрой мохк — урочище
- Баймартхьажара кӏажа — урочище
- Мусин кӏажа — урочище
- Iабдрашдера мохк — урочище
- Бокин мохк — урочище
- Iеламсолти мохк — урочище
- Зебтера мохк — урочище
- Пайрспен мохк — урочище
- Селамсолтнера мохк — урочище
- Кирзахнара мохк — урочище
- Темархьажин мохк — урочище
- Беж Iинчу — урочище
- Ибрахьим мохк — урочище
- Шалм Iинчу — урочище
- Висарг отар — урочище, в прошлом хутор
- Мусламара отар — урочище, в прошлом хутор
- Гӏерар отар — урочище, в прошлом хутор
- Гӏерар хьайра — урочище, в прошлом здесь находилась мельница
- Дудар отар — урочище, в прошлом хутор
- Басхнар отар — урочище, в прошлом хутор
- Исмаӏлар отар — урочище, в прошлом хутор
- Чорар отар — урочище, в прошлом хутор
- Чорар бӏарин — урочище
- Барзкӏело — урочище
- Откал хьуъ — урочище
- Лоха аре — пастбище
- Ибрахъимхъажин хьайраш — здесь в прошлом находились мельницы
- Сатбе атгӏе — урочище, в прошлом хутор
- Байбелерг мохк — урочище, в прошлом хутор
- Жамалдар отар — урочище, в прошлом хутор
- Хьежхана отар — урочище, в прошлом хутор
- Халамтхьажин отар — урочище, в прошлом хутор
- Хьажматхьажин хи — урочище
- Висмирзхъажин хи — урочище
- Висмирзхъажин мохк — урочище, в прошлом хутор
- Гӏулайкӏодкӏело — урочище, в прошлом хутор
- Солтанби мохк — урочище, в прошлом хутор
- Солтанби хи — урочище
- Солтанби бӏари беш — урочище
- Гӏулойбердкӏело — урочище
- Хьухъуги мохк — урочище, в прошлом хутор
- Ками отар — урочище, в прошлом хутор
- Муси хи — урочище
- Бахьи хи — урочище
- Уши хи — урочище
- Баци отар — урочище, в прошлом хутор
- Баци беш — ореховая роща
- Баци хи — источник
- Мамш отар — урочище, в прошлом хутор
- Iели кӏажа — урочище, в прошлом хутор
- Iели хи — пастбище
- Седи хи — урочище с источником
- Хьожара кӏажа — урочище, в прошлом хутор
- Товзархнара кӏажа — урочище, в прошлом хутор
- Гӏезаме дукъ — хребет
- Халмакх буьйра — урочище
- Хин куьрте — урочище
- Гӏедала — урочище
- Дацара бешанш — сады
- Дацара хьуь — лесной массив
- Айдмарара мохк — урочище
- Айдмарара беш — сад
- Гӏарчхойн дукъ — хребет
- Адин барз — урочище
- Гӏуртгӏуз — урочище
- Кӏирбоккху атагӏе — урочище, где добывают белую глину
- Септгӏан атгӏе — урочище
- Iабле отар — урочище, в прошлом хутор
- Текхна токхме — урочище
- Яхар кӏажа — урочище
- Ирчкӏузулг — урочище
- Моллинкӏажа — урочище
- Гӏирмсолтнарамохк — урочище, в прошлом хутор
- Гӏирмсолтнара хьуь — лес
- Гӏирмсолтнара кӏажа — урочище
- Кӏайчкиркӏел — урочище
- Эдалсолтхьажин лакхара хьайра — урочище, в прошлом здесь находилась мельница
- Заӏхьажи хьайра — урочище, прошлом здесь в находилась мельница
- Бепе кӏажа — урочище
- Чапчке хи — урочище
- Алхан мохк — поле, в прошлом хутор
- Матигара басе — урочище
- Ирзах-Хьажин беш — ореховый сад
- Воккхапашин мохк — урочище
- Iараб-лам — гора
- Немцойн отар — урочище, в прошлом хутор
- Бетармирзин бӏарин беш — ореховый сад
- Iелагӏеран бӏарин беш — ореховый сад
- Юспгӏеран бӏарин беш — ореховый сад
- Iедалхьажин бӏарин беш — ореховый сад
- Дацин бӏарин беш — ореховый сад
- Улбара бӏарин беш — ореховый сад
- Хьапар басе — урочище
- Кӏондитӏе — урочище
- Эдалсолтхьажин кӏондкӏелар — урочище
- Пашара хъайра — урочище, в прошлом находилась мельница
- Сайдлигара хьуьн — лесной массив
- Зулахъажин хъайра — урочище, в прошлом находилась мельница
- Висханан кӏажа — урочище
- Матагера кӏажа — урочище
- Салтин куп — урочище
- Говраш хохку атагӏе — в прошлом военно-спортивный стадион
- Буьхь ира лам — гора
- Шуьйра лам — гора
- Янхотагӏара Юсупа бӏарий беш — ореховый сад
- Гӏирмагӏера бӏари беш — ореховый сад
- Висмархъажи бӏари беш — ореховый сад
- Анасан бӏарин беш — ореховый сад
- Хьажигара бӏарин беш — ореховый сад
- Дурдин бӏарин беш — ореховый сад
- Гӏерханан хьаста — источник с питьевой водой в черте села
- Iабдулсаитан хи — родник в черте села
- Улбара хьаст — источник в черте села
- Хьасанан хьаст — источник в черте села
- Алпкаран хьуьжар — место, где находилась арабская школа
- Рашин цӏагара хьуьжар — место, где находилась арабская школа
- Ханигкартахь хьуьжар — место, где находилась арабская школа
- Жаӏсаран хьуьжар — место, где находилась арабская школа
- Уптин маьждиг — мечеть, которая находилась в черте села
- Лохара маьждиг — мечеть, которая находилась в черте села
- Жума маьждиг — мечеть, которая находилась в черте села
- Гӏазотан пхьалгӏа — кузня находилась в черте села
- Исхьажин пхьалгӏа — кузня находилась в черте села
- Абазан пхьалгӏа — кузня находилась в черте села
- Висангерин пхьалгӏа — кузня находилась в черте села
- Исхьакъан пхьалгӏа — кузня находилась в черте села
- Iелин пхьалгӏа — кузня находилась в черте села
- Iадсаламан пхьалгӏа — кузня находилась в черте села
- Лӏаькхара кашнаш — кладбища